# Stanisz Łazarow
Stanisz Łazarow (bułg. Станиш Лазаров; ur. 15 stycznia 1910 we wsi Sobino k. Vranja, zm. 9 kwietnia 1972 w Plewenie) – bułgarski artysta cyrkowy (akrobata) i pedagog.

## Życiorys
Urodził się na terenie dzisiejszej Serbii. Po śmierci ojca, który zginął w czasie I wojny światowej Stanisz Łazarow przeniósł się wraz z rodziną do Plewena. W 1918 trafił pod opiekę wujka Spiro Toszewa, który pracował jako akrobata cyrkowy. Wspólnie z wujkiem występował w czeskim cyrku Němečka do roku 1921. W tym samym roku do Plewenu przybył Cyrk Bułgaria, którego właścicielami byli Aleksandar Dobricz i Nikoła Dimitrow. W cyrku tym występował duet rumuńskich akrobatów Fanika Stamatis i jego żona Virgina. Fanika przyjął młodego bułgarskiego akrobatę do zespołu, gdzie mógł doskonalić swoje umiejętności. Oprócz układów na trapezie Stanisz Łazarow prezentował układy napowietrzne z szarfami. W 1926 ukończył naukę w szkole baletowej w Belgradzie i ponownie występował ze swoim wujkiem. W 1931 należał do grona założycieli Bułgarskiej Organizacji Cyrkowej. Po występach z zespołami Arena, Trio, Toreadore i Olimpia, w 1934 założył własny zespół cyrkowy Gloria. Z czasem założył zespół Kontinental, wspólnie z Manołem Czałkowem i Jordanem Charizanowem. W tym cyrku występował w trójce akrobatycznej, wspólnie z żoną Iwanką i córką Elenką.
W 1944 został zmobilizowany i walczył w ostatniej fazie wojny przeciwko Niemcom. W czasie służby wojskowej zachorował na gruźlicę, co uniemożliwiło mu w 1950 kontynuowanie kariery. Zmarł w Plewenie.